# دبیرخانه بخش اکورسا
دبیرخانه بخش اکورسا (به لاتین: Akuressa Divisional Secretariat) یک منطقهٔ مسکونی در سری‌لانکا است که در استان جنوبی (سری‌لانکا) واقع شده‌است.